# ويليام بيثيون ليندسي
ويليام بيثيون ليندسي هو عسكري كندي، ولد في 3 نوفمبر 1880 في ستراثوري كاردوك في كندا، وتوفي في 27 يونيو 1933 في تورونتو في كندا.